# Vilja bli
Vilja bli är Oskar Linnros första soloskiva efter tiden med gruppen Snook. Albumet släpptes 9 juni 2010, och fyra singlar gavs ut, Ack, Sundbyberg, Från och med du, Genom eld och 25. 
Uppföljaren Klappar och slag släpptes 2013.

## Låtlista
| Nr  | Titel                   | Kompositör                                      | Längd |
| --- | ----------------------- | ----------------------------------------------- | ----- |
| 1.  | Genom eld               | Oskar Linnros, Magnus Lidehäll, Robert Elovsson | 4:21  |
| 2.  | 25                      | Linnros                                         | 3:48  |
| 3.  | Från och med du         | Linnros, Christian Olsson                       | 3:13  |
| 4.  | Ballad från en loftsäng | Linnros                                         | 1:12  |
| 5.  | Debut                   | Linnros                                         | 4:56  |
| 6.  | Kaffe/Cigg              | Linnros                                         | 0:59  |
| 7.  | Din mamma               | Linnros                                         | 4:26  |
| 8.  | Växande molnighet       | Linnros                                         | 0:37  |
| 9.  | Annie Hall              | Linnros                                         | 2:52  |
| 10. | Ack, Sundbyberg         | Linnros                                         | 3:55  |
| 11. | Ulla och Åke            | Linnros                                         | 3:58  |

### Listplaceringar
| Lista (2010-2011) | Topplacering |
| ----------------- | ------------ |
| Sverige           | 2 .          |